# Eucereon amazonum
Eucereon amazonum là một loài bướm đêm thuộc phân họ Arctiinae, họ Erebidae.